# Vicente Guerrero, Aljojuca
Vicente Guerrero är en ort i Mexiko.   Den ligger i kommunen Aljojuca och delstaten Puebla, i den sydöstra delen av landet, 70 km öster om huvudstaden Mexico City. Vicente Guerrero ligger 2 520 meter över havet och antalet invånare är 730.
Terrängen runt Vicente Guerrero är kuperad åt nordost, men åt sydväst är den platt. Runt Vicente Guerrero är det tätbefolkat, med 257 invånare per kvadratkilometer. Närmaste större samhälle är San Martin Texmelucan de Labastida, 16,2 km söder om Vicente Guerrero. Trakten runt Vicente Guerrero består till största delen av jordbruksmark.